# 하부포항
하부포항은 경상남도 사천시 늑도동 하부포마을에 있는 어항이다. 2002년 10월 18일 어촌정주어항으로 지정하여 관리하고 있다. 시설관리자는 사천시장이다.

## 어항 구역
본 항의 어항구역은 다음과 같다
- 수역: 8,500m2 (사천시 늑도동 195-6(제) 일원)
- 육역: 1,100m2

## 어항 시설
- 방파제 51m, 선착장 81m, 물량장 32m

## 주요 어종
- 볼락, 감성돔, 쥐노래미